# Tymoteusz Klupś
Tymoteusz Klupś (Poznań, 26 febbraio 2000) è un calciatore polacco, attaccante dell'Unia Swarzędz.

## Caratteristiche tecniche
È un'ala destra, ma è stato impiegato anche come esterno di centrocampo nel 3-4-3.
Durante la stagione 2019-2020, in occasione di alcune gare della squadra riserve, è stato schierato come terzino destro.

## Carriera

### Gli esordi
Cresciuto nel settore giovanile del Lech Poznań, Klupś debutte in prima squadra il 18 febbraio 2018 disputando l'incontro di Ekstraklasa vinto 2-0 contro il Pogoń Stettino. Il 2 aprile dello stesso anno esordisce da titolare nel match vinto per 1-3 contro il Wisła Cracovia, venendo schierato come esterno destro.
Nella stagione 2018-2019 gioca con maggiore regolarità, venendo schierato sia nel tridente offensivo che come tornante destro nel 3-4-3 di Đurđević. Il 16 dicembre trova la prima rete in carriera, in occasione del match di campionato vinto 6-0 contro lo Zagłębie Sosnowiec. L'inizio di carriera del calciatore si rivela molto promettente, con più di 30 presenze in massima divisione prima del compimento dei vent'anni.

### Il declino
La stagione successiva, tuttavia, è molto negativa per Klupś. Il prodotto dell'accademia dei kolejorz disputa appena tre gare, non riuscendo mai ad entrare nelle gerarchie tattiche di mister Żuraw. Per questo, il 9 gennaio passa in prestito al Piast Gliwice, ma anche qua fatica a ritagliarsi il proprio spazio.
A fine anno fa ritorno al Lech Poznań, dove tuttavia appare fuori dalle rotazioni della squadra. Viene così relegato alla formazione riserve, con la quale esordisce il 26 settembre in occasione della gara persa contro il Górnik Polkowice. Torna tra i convocati della prima squadra in occasione del match di Europa League contro il Benfica, senza tuttavia esordire. Debutta il 2 novembre 2020 nella gara di Puchar Polski contro lo Znicz Pruszów, ma rimane l'unico gettone nell'intera stagione. Il fine settimana successivo si ritrova nuovamente relegato al Lech II, disputando da titolare (e segnando una rete) la gara contro il Garbarnia.
La discesa del calciatore continua anche nel 2021-2022, non venendo addirittura convocato con il ritiro della prima squadra e retrocedendo de facto in pianta stabile alla formazione riserve, con cui disputa il campionato di terza divisione polacca.

## Statistiche
Statistiche aggiornate al 28 aprile 2022.

### Presenze e reti nei club
| Stagione              | Squadra               | Campionato            | Campionato | Campionato | Coppe nazionali | Coppe nazionali | Coppe nazionali | Coppe continentali | Coppe continentali | Coppe continentali | Altre coppe | Altre coppe | Altre coppe | Totale | Totale | Totale |
| Stagione              | Squadra               | Comp                  | Pres       | Reti       | Comp            | Pres            | Reti            | Comp               | Pres               | Reti               | Comp        | Pres        | Reti        | Pres   | Reti   |        |
| --------------------- | --------------------- | --------------------- | ---------- | ---------- | --------------- | --------------- | --------------- | ------------------ | ------------------ | ------------------ | ----------- | ----------- | ----------- | ------ | ------ | ------ |
| 2017-2018             | Lech Poznań II        | 3L                    | 20         | 3          | PP              | 0               | 0               |                    | -                  | -                  |             | -           | -           | 20     | 3      |        |
| 2018-2019             | Lech Poznań II        | 3L                    | 4          | 1          | PP              | 0               | 0               |                    | -                  | -                  |             | -           | -           | 10     | 1      |        |
| 2019-2020             | Lech Poznań II        | 2L                    | 10         | 1          | PP              | 0               | 0               |                    | -                  | -                  |             | -           | -           | 4      | 1      |        |
| 2020-2021             | Lech Poznań II        | 2L                    | 6          | 2          | PP              | 0               | 0               |                    | -                  | -                  |             | -           | -           | 6      | 2      |        |
| 2021-2022             | Lech Poznań II        | 2L                    | 20         | 3          | PP              | 1               | 0               |                    | -                  | -                  |             | -           | -           | 21     | 3      |        |
| Totale Lech Poznan II | Totale Lech Poznan II | Totale Lech Poznan II | 60         | 10         |                 | 1               | 0               |                    | -                  | -                  |             | -           | -           | 61     | 10     |        |
| 2017-2018             | Lech Poznań           | E                     | 7          | 0          | PP              | 0               | 0               |                    | -                  | -                  |             | -           | -           | 7      | 0      |        |
| 2018-2019             | Lech Poznań           | E                     | 20         | 1          | PP              | 1               | 0               | UEL                | 0                  | 0                  |             | -           | -           | 21     | 1      |        |
| 2019-gen. 2020        | Lech Poznań           | E                     | 3          | 0          | PP              | 0               | 0               |                    | -                  | -                  |             | -           | -           | 3      | 0      |        |
| gen.-giu. 2020        | Piast Gliwice         | E                     | 2          | 0          | PP              | 1               | 0               |                    | -                  | -                  |             | -           | -           | 3      | 0      |        |
| 2020-2021             | Lech Poznań           | E                     | 0          | 0          | PP              | 1               | 0               | UEL                | 0                  | 0                  |             | -           | -           | 1      | 0      |        |
| 2021-2022             | Lech Poznań           | E                     | 0          | 0          | PP              | 0               | 0               | -                  | -                  | -                  | -           | -           | -           | 0      | 0      |        |
| Totale carriera       | Totale carriera       | Totale carriera       | 91         | 11         |                 | 3               | 0               |                    | 0                  | 0                  |             | -           | -           | 93     | 11     |        |